# Шхасиль-Сур
Шхасиль-Сур (исп. X-Hazil Sur) — деревня в Мексике, штат Кинтана-Роо, входит в состав муниципалитета Фелипе-Каррильо-Пуэрто. Численность населения, по данным переписи 2020 года, составила 1488 человек.

## Общие сведения
Поселение было основано в 1936 году майянской группой переселенцев, пострадавшей от юкатанской войны рас.
Деревня находится на границе с биосферным заповедником Сиан-Каан, в 20 километрах южнее административного центра — города Фелипе-Каррильо-Пуэрто, до которого можно добраться по шоссе 307.

## Население
| Год  | Численность | Численность |
| ---- | ----------- | ----------- |
| 1936 | 398         | [ 6 ]       |
| 2000 | 1197        | [ 7 ]       |
| 2005 | 1305        | [ 8 ]       |
| 2010 | 1422        | [ 9 ]       |
| 2020 | 1488        | [ 10 ]      |